# Diego Guevara
Diego Alejandro Guevara Salas (Barquisimeto, 10 febbraio 1977) è un ex cestista venezuelano.

## Carriera
Con il Venezuela ha disputato i Campionati mondiali del 2002.